# 장보고기념관
장보고기념관은 장보고 대사의 업적을 기리기 위한 기념관으로 전라남도 완도군 완도읍 청해진로 1,455(장좌리 186)에 있다. 

## 개요
완도군은 장보고 대사의 업적을 기리고 해양개척 정신을 고취시키기 위한 기념관을 건립하여 역사 문화의식을 함양할 수 있는 전 국민 교육의 장으로 활용하고 해양관광 명소로 개발하기 위해서 청해진 옛 터에 장보고기념관을 건립하였다. 장보고기념관은 대지면적 14,472m², 건축면적 1,739m², 전시면적 730m²의 지상 2층 철근콘크리트 건축물로 1층에는 중앙홀, 영상실, 기획전시실, 수장고, 휴게실이 있고, 2층에는 상설전시실인 1전시실, 바닷길, 2전시실이 있다. 
1층 중앙홀에는 청해진선박연구소 마광남 소장이 제작하고 (재)해상왕장보고기념사업회에서 기증한 '장보고 무역선(Trade ships of ChangPoGo)'이 실물의 1/4크기로 제작 전시되어 있고, 중국공예미술대사(中國工藝美術大師) 육광정(陸光正)씨가 피나무로 제작한 '해상왕장보고(海上王張保皐)'라는 작품명의 대형 목조벽화(가로8m × 세로2.2m)가 전시되어 있다. 2층 상설전시실은 '뿌리', '청해진의 생성', '해상제국', '항해' 등 주제별로 4개의 구역으로 구분되어 있으며 각 구역마다 주제에 맞는 유물들이 전시되어 있다.

## 관람시간
- 하절기(3월~10월): 09:00~18:00 (입장마감 17:30)
- 동절기(11월~2월): 09:00~17:00 (입장마감 16:30)
- 휴관일: 매주 월요일, 1월1일, 설날, 추석 (월요일이 공휴일인 경우 그 다음날 휴관)

## 같이 보기
- 장보고
- 청해진
- 완도 청해진 유적지
- 청해포구 촬영장
- 적산법화원